# Cestrus nigristernum
Cestrus nigristernum är en stekelart som beskrevs av Dmitriy R. Kasparyan och Ruiz-cancino 2005. Cestrus nigristernum ingår i släktet Cestrus och familjen brokparasitsteklar. Inga underarter finns listade i Catalogue of Life.